# Campeonato Europeo de Tiro con Arco en Sala de 1983
El I Campeonato Europeo de Tiro con Arco en Sala se celebró en Falun (Suecia) entre el 5 y el 6 de marzo de 1983 bajo la organización de la Unión Europea de Tiro con Arco (WAE) y la Federación Sueca de Tiro con Arco.

## Resultados

### Masculino
| Evento                  | Oro                                                     | Plata                                                      | Bronce                                                              |
| ----------------------- | ------------------------------------------------------- | ---------------------------------------------------------- | ------------------------------------------------------------------- |
| Arco recurvo individual | Vladimir Yesheyev URSS                                  | Boris Isachenko URSS                                       | Daniel Schneider Francia                                            |
| Arco recurvo por equipo | Vladimir Yesheyev Boris Isachenko Vladimir Maximov URSS | Daniel Schneider Gilles Néron Dominique Baudrimont Francia | Harry Diels · Gerrie van Roosendaal · Gerard Konings · Países Bajos |

### Femenino
| Evento                  | Oro                                                            | Plata                                                         | Bronce                                                  |
| ----------------------- | -------------------------------------------------------------- | ------------------------------------------------------------- | ------------------------------------------------------- |
| Arco recurvo individual | Natalia Butuzova URSS                                          | Zebiniso Rustamova URSS                                       | Liudmila Arzhannikova URSS                              |
| Arco recurvo por equipo | Natalia Butuzova Zebiniso Rustamova Liudmila Arzhannikova URSS | Päivi Meriluoto · Riitta Peltonen · Jutta Vähäoja · Finlandia | Lisa Andersson · Kerstin Wass · Monica Nilsson · Suecia |

## Medallero
| Núm. | País         | Oro | Plata | Bronce | Total |
| ---- | ------------ | --- | ----- | ------ | ----- |
| 1    | URSS         | 4   | 2     | 1      | 7     |
| 2    | Francia      | 0   | 1     | 1      | 2     |
| 3    | Finlandia    | 0   | 1     | 0      | 1     |
| 4    | Países Bajos | 0   | 0     | 1      | 1     |
| 4    | Suecia       | 0   | 0     | 1      | 1     |
|      | TOTAL        | 4   | 4     | 4      | 12    |